# Bernd Schöne
Bernd Schöne (* 14. August 1940 in Kleinröhrsdorf, Provinz Schlesien; † 3. Mai 2009 in Dresden) war ein deutscher Volkskundler. Er war Leiter des Instituts für Volkskunde in Dresden und später einer der beiden Bereichsleiter des neugebildeten Instituts für Sächsische Geschichte und Volkskunde.

## Leben
Bernd Schöne wurde in der preußischen Provinz Schlesien (ab 1941 Provinz Niederschlesien) geboren. Er studierte an der Humboldt-Universität zu Berlin. Daran anschließend ging er 1966 an die Universität nach Posen in Polen, um zusätzlich slawische Volkskunde zu studieren. Nach seiner Rückkehr übernahm er als Wissenschaftler Funktionen im Institut für deutsche Volkskunde als Forschungsstelle Dresden der Deutschen Akademie der Wissenschaften zu Berlin und legte mehrere Veröffentlichungen vor. 1975 promovierte er an der Akademie der Wissenschaften mit der Dissertation Kultur und Lebensweise Westlausitzer Bandweber im Manufakturkapitalismus und während der ersten Phase der Industriellen Revolution (1750–1850). Diese Arbeit erschien 1977 unter dem Titel Kultur und Lebensweise Lausitzer Bandweber (1750–1850) im Akademie-Verlag in Druck.
Ab 1977 betreute er neben Alfred Fiedler im Kulturbund der DDR die sächsischen Volkskundler. Er war 1990 Leiter des Instituts für Volkskunde in Dresden. 1993 wurde er außerdem Gründungsmitglied des Sächsischen Kultursenates. Von 1993 bis 1996 leitete er das Dokumentationsprojekt Veränderungen im Wohnen und Wirtschaften in Dörfern und Kleinstädten Sachsens in der Gegenwart. 1996 war er Redakteur der von Andreas Martin herausgegebenen Reihe Volkskunde in Sachsen. Von 1998 bis 2000 leitete er den Bereich Volkskunde am Institut für Sächsische Geschichte und Volkskunde in Dresden.
Neben seiner beruflichen Tätigkeit war er ab 1978 auch Lehrbeauftragter an der Humboldt-Universität und ab 1993 am Lehrstuhl für Sächsische Landesgeschichte an der Technischen Universität Dresden.
Bernd Schöne ließ sich für die am 7. Juni 2009 stattgefundene Stadtratswahl in Dresden für die DSU aufstellen, starb aber kurz vor der Wahl im 69. Lebensjahr. Seine Grabstätte befindet sich auf dem Dresdner Alten Katholischen Friedhof.

## Schriften (Auswahl)
- Joachim Leopold Haupts volkskundliche Bestrebungen in der Oberlausitzischen Gesellschaft der Wissenschaften zu Görlitz. In: Lětopis. Institut za Serbski Ludospyt. Rjad C, Ludowěda. W Budyšinje, Domowina-Verlag, Bd. 13, Bautzen, 1970, S. 109–118.
- Kultur und Lebensweise Westlausitzer Bandweber im Manufakturkapitalismus und während der ersten Phase der Industriellen Revolution (1750–1850), Berlin, 1975.
- Kultur und Lebensweise Lausitzer Bandweber(= Veröffentlichungen zur Volkskunde und Kulturgeschichte der Akademie der Wissenschaften der DDR. Zentralinstitut für Geschichte, 64), Berlin, 1977.
- Schöpferische Leistungen der Textilproduzenten bei der Verbesserung und Weiterentwicklung von Arbeitsgerät für die Bandweberei (1750–1850). In: Sächsische Heimatblätter, Dresden, Bd. 23, 1977, H. 3, S. 124–130.
- Haus und Wohnweise der Bandweber in der Westlausitz. In: Vom Bauen und Wohnen. Berlin, Akademie-Verlag, 1982, S. 159–171.
- Posamentierer – Strumpfwirker – Spitzenklöpplerinnen. Zu Kultur und Lebensweise von Textilproduzenten im Erzgebirge und im Vogtland während der Periode des Übergangs vom Feudalismus zum Kapitalismus (1750–1850). In: Volksleben zwischen Zunft und Fabrik, Berlin, Akademie-Verlag. 1982, S. 107–164.
- mit Rudolf Forberger u. a.: Zur Arbeit, Lebensweise und Kultur werktätiger Klassen und Schichten im Erzgebirge und Vogtland. Schneeberg/Erzgeb., Folklorezentrum Erzgebirge/Vogtland beim Bezirkskabinett für Kulturarbeit Karl-Marx-Stadt, 1985.
- Familienverhältnisse heimgewerblicher Textilproduzenten in Sachsen zwischen 1750 und 1850. In: Zur Arbeit, Lebensweise und Kultur werktätiger Klassen und Schichten im Erzgebirge und Vogtland. Folklorezentrum Erzgebirge/Vogtland beim Bezirkskabinett für Kulturarbeit Karl-Marx-Stadt (= Glückauf, Bd. 19/20), Schneeberg, 1985, S. 10–20.
- Lebensweise und Kultur von Textilproduzenten in zwei Gewerbelandschaften Sachsen. In: Jahrbuch für Volkskunde und Kulturgeschichte, Bd. 29, Berlin, 1986, S. 111–115.
- Das Institut für Volkskunde in Dresden. In: Bayerische Blätter für Volkskunde. Bd. 17, Würzburg, 1990, Heft 4, S. 235–241.
- Volkskunde in Sachsen In: Mitteilungen des Landesvereins Sächsischer Heimatschutz e.V. Dresden, Landesverein Sächsischer Heimatschutz, Dresden, 1991, Heft 1, S. 54–56.
- Gewebte Bänder aus dem 19. Jahrhundert mit volkstümlicher Motivik. In: Sächsische Heimatblätter, Bd. 39, Chemnitz, 1993, Heft 3, S. 190–191.
- Schulfeste in Kleinröhrsdorf zwischen 1894 und 1963. In: Volksfeste in Sachsen, Dresden, 1994, S. 34–39.
- Ernährungslage und Nahrungsgewohnheiten von Textilproduzenten im Erzgebirge und Vogtland im 18. und 19. Jahrhundert In: Volkskunde in Sachsen, Heft 1, Dresden, 1996, S. 7–32.
- Beobachtungen neuer brauchtümlicher Erscheinungen und Tendenzen. In: Mitteilungen des Landesvereins Sächsischer Heimatschutz e.V. Dresden, Landesverein Sächsischer Heimatschutz, Dresden, 1997, Heft 1, S. 55–62.
- Feste und festliches Brauchtum in der Gegenwart im Leipziger Raum. In: Volksfeste in Sachsen, Dresden, Landesverein Sächsischer Heimatschutz e.V., 1998, S. 16–21.
- Das technische Museum der Bandweberei in Großröhrsdorf/Oberlausitz. In: Volkskunde in Sachsen, Bd. 7, 1999, S. 183–186.
- Friedrich Sieber. Zur Neubegründung der sächsischen Volkskunde nach dem Zweiten Weltkrieg. In: Zur Geschichte der Volkskunde, Dresden, 2002, S. 257–276.
- Zur Veränderung des Erscheinungsbildes sächsischer Dörfer und Kleinstädte in den 1990er Jahren. In: Digitale Bilderwelten, Dresden, Thelem Universitätsverlag, 2003, S. 184–198.
- Soziale Lage und Alltagsleben erzgebirgischer Spitzenklöpplerinnen vom 17. bis 19. Jahrhundert. In: Barbara Uthmann und ihre Zeit, Schneeberg, Sächsische Landesstelle für Volkskultur. 2004, S. 33–36.
- Armut und Versuche der Armutsbewältigung im 19. Jahrhundert im Erzgebirge. In: Helmut Bräuer (Hrsg.): Arme – ohne Chance? Protokoll der Internationalen Tagung "Kommunale Armut und Armutsbekämpfung [...]. Leipzig, 2004, S. 253–268.